# Valle de Valdelaguna
Valle de Valdelaguna – gmina w Hiszpanii, w prowincji Burgos, w Kastylii i León, o powierzchni 92,66 km². W 2011 roku gmina liczyła 199 mieszkańców.